# 沩水河
沩水河（“沩水”），即沩江、沩河，古名“玉潭江”，湘江下游西侧一级支流，位于湖南省长沙市境内，发源于沩山。分南北两源，南源出扶王山西麓大托里，北原出灯窝塞北麓大沙坪；两源于黄材水库汇合。河流自西从宁乡县向东流经望城区，于新康乡与高塘岭镇交界处团山湖与八曲河汇合后入湘江。沩水全长144公里，流域面积2,750平方公里。沩水河流域蕴藏发达的古代文明，上游有炭河里、寨子山、月亮山等遗址。沩水河为宁乡主要河流，境内总长度117.2公里，流域面积2,125平方公里。

## 干流

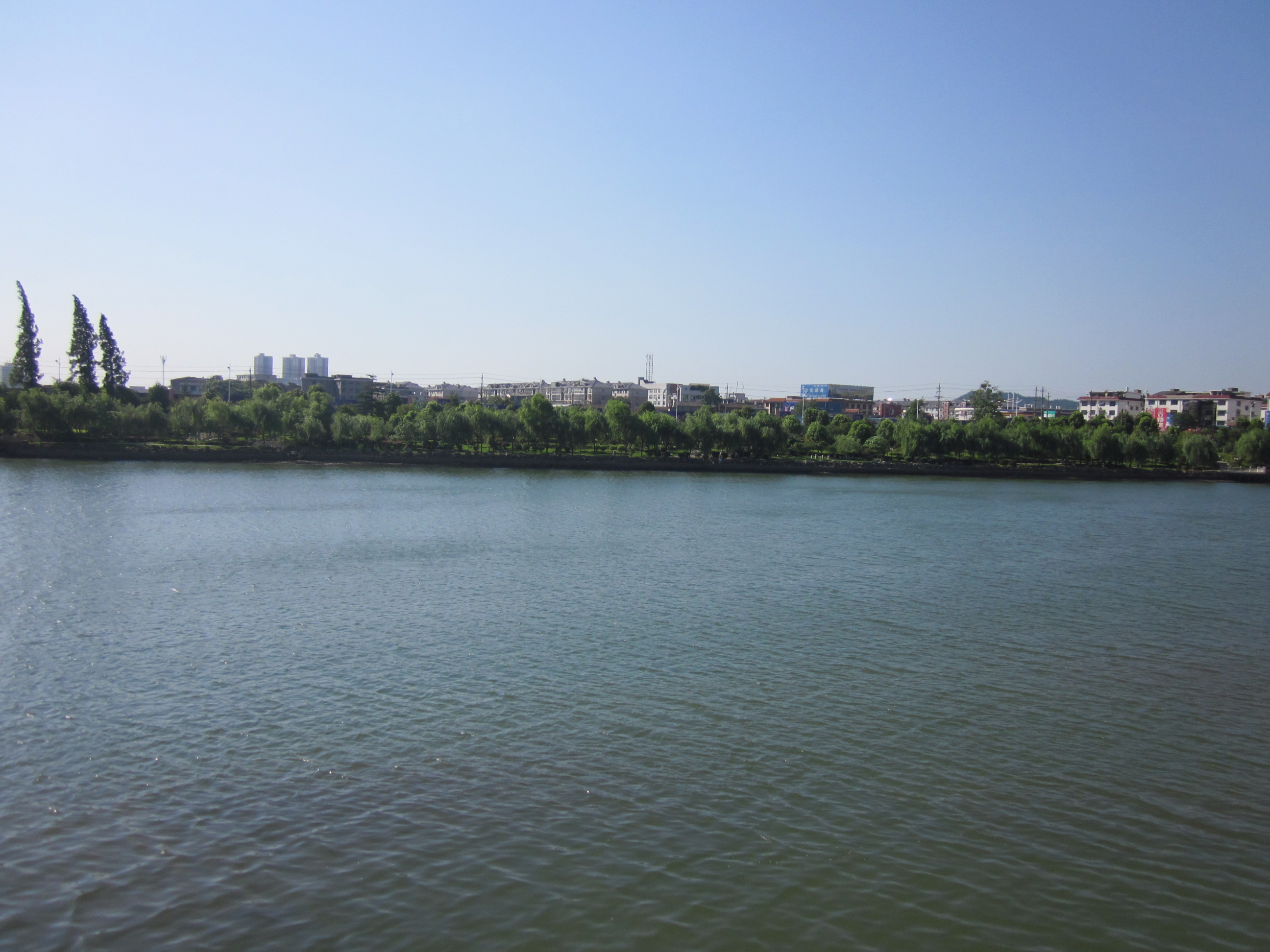
沩水河。

沩水的干流自西向东有90余条河溪，主要有
- 黄绢水
- 塅溪
- 梅溪
- 铁冲河
- 玉堂水
- 楚江
- 乌江

## 流域乡镇
- 黄材镇
- 横市镇
- 双凫铺镇
- 大成桥镇
- 坝塘镇
- 回龙铺镇
- 白马桥乡
- 玉潭镇
- 历经铺乡
- 双江口镇
- 金洲镇
- 新康乡（望城区）
- 乌山镇（望城区）
- 高塘岭镇（望城区）